# Oksana Kazakova
Oksana Borisovna Kazakova (em russo:  Оксана Борисовна Казакова; Leningrado, RSFS da Rússia, 8 de abril de 1975) é uma ex-patinadora artística russa que compete em competições de duplas. Ela foi campeã olímpico em 1998 ao lado de Artur Dmitriev.

## Principais resultados

### Com Artur Dmitriev
| Resultados                                                                                   | Resultados       | Resultados        | Resultados       | Resultados       | Resultados    | Resultados    | Resultados    | Resultados    | Resultados    | Resultados    | Resultados    | Resultados    |
| Internacional                                                                                | Internacional    | Internacional     | Internacional    | Internacional    | Internacional | Internacional | Internacional | Internacional | Internacional | Internacional | Internacional | Internacional |
| Evento/Temporada                                                                             | 1995– 1996       | 1996– 1997        | 1997– 1998       | 1998– 1999       |               |               |               |               |               |               |               |               |
| -------------------------------------------------------------------------------------------- | ---------------- | ----------------- | ---------------- | ---------------- | ------------- | ------------- | ------------- | ------------- | ------------- | ------------- | ------------- | ------------- |
| Jogos Olímpicos                                                                              |                  |                   | Medalha de ouro  |                  |               |               |               |               |               |               |               |               |
| Campeonato Mundial                                                                           | 5.ª              | Medalha de bronze | WD               |                  |               |               |               |               |               |               |               |               |
| Campeonato Europeu                                                                           | Medalha de ouro  |                   | Medalha de prata |                  |               |               |               |               |               |               |               |               |
| CS Champions Series Final                                                                    |                  | Medalha de prata  | Medalha de prata |                  |               |               |               |               |               |               |               |               |
| CS Cup of Russia                                                                             |                  | Medalha de prata  |                  |                  |               |               |               |               |               |               |               |               |
| CS NHK Trophy                                                                                |                  |                   | WD               |                  |               |               |               |               |               |               |               |               |
| CS Skate America                                                                             | 5.ª              | Medalha de ouro   |                  |                  |               |               |               |               |               |               |               |               |
| CS Skate Canada International                                                                |                  |                   | Medalha de ouro  |                  |               |               |               |               |               |               |               |               |
| CS Trophée Lalique                                                                           | Medalha de prata | Medalha de ouro   |                  |                  |               |               |               |               |               |               |               |               |
| Jogos da Boa Vontade                                                                         |                  |                   |                  | Medalha de prata |               |               |               |               |               |               |               |               |
| Nacional                                                                                     |                  |                   |                  |                  |               |               |               |               |               |               |               |               |
| Campeonato Russo                                                                             | Medalha de prata |                   | Medalha de prata |                  |               |               |               |               |               |               |               |               |
|                                                                                              |                  |                   |                  |                  |               |               |               |               |               |               |               |               |
| Legenda: CS = Champions Series; WD = Abandonou; Competição não foi disputada nesta temporada |                  |                   |                  |                  |               |               |               |               |               |               |               |               |

### Com Dmitri Sukhanov
| Resultados                                            | Resultados    | Resultados        | Resultados    | Resultados       | Resultados    | Resultados    | Resultados    | Resultados    | Resultados    | Resultados    | Resultados    | Resultados    |
| Internacional                                         | Internacional | Internacional     | Internacional | Internacional    | Internacional | Internacional | Internacional | Internacional | Internacional | Internacional | Internacional | Internacional |
| Evento/Temporada                                      | 1991– 1992    | 1992– 1993        | 1993– 1994    | 1994– 1995       |               |               |               |               |               |               |               |               |
| ----------------------------------------------------- | ------------- | ----------------- | ------------- | ---------------- | ------------- | ------------- | ------------- | ------------- | ------------- | ------------- | ------------- | ------------- |
| Campeonato Mundial                                    |               |                   | 15.ª          |                  |               |               |               |               |               |               |               |               |
| Nations Cup                                           |               | Medalha de bronze |               | Medalha de prata |               |               |               |               |               |               |               |               |
| NHK Trophy                                            |               |                   | 4.ª           |                  |               |               |               |               |               |               |               |               |
| Skate Canada International                            |               |                   | 6.ª           |                  |               |               |               |               |               |               |               |               |
| Nacional                                              |               |                   |               |                  |               |               |               |               |               |               |               |               |
| Campeonato Russo                                      |               | 4.ª               | 5.ª           | 4.ª              |               |               |               |               |               |               |               |               |
| Campeonato Soviético                                  | 4.ª           |                   |               |                  |               |               |               |               |               |               |               |               |
|                                                       |               |                   |               |                  |               |               |               |               |               |               |               |               |
| Legenda: Competição não foi disputada nesta temporada |               |                   |               |                  |               |               |               |               |               |               |               |               |

### Com Andrei Mokhov
| Campeonato Mundial Júnior | 4.ª |